# Sphaeriodiscus mirabilis
Sphaeriodiscus mirabilis är en sjöstjärneart som beskrevs av A.M. Clark 1976. Sphaeriodiscus mirabilis ingår i släktet Sphaeriodiscus och familjen ledsjöstjärnor. Inga underarter finns listade i Catalogue of Life.